# Fédération du Bhoutan de football
Pour les articles homonymes, voir BFF.
La Fédération du Bhoutan de football ((en) Bhutan Football Federation ou BFF) est une association regroupant les clubs de football du Bhoutan et organisant les compétitions nationales et les matchs internationaux de la sélection du Bhoutan, la sélection féminine du Bhoutan et de l'Équipe du Bhoutan de futsal.
La fédération nationale du Bhoutan est fondée en 1983. Elle est affiliée à la FIFA depuis 2000 et est membre de l'AFC depuis 1993.